# TTL 7409

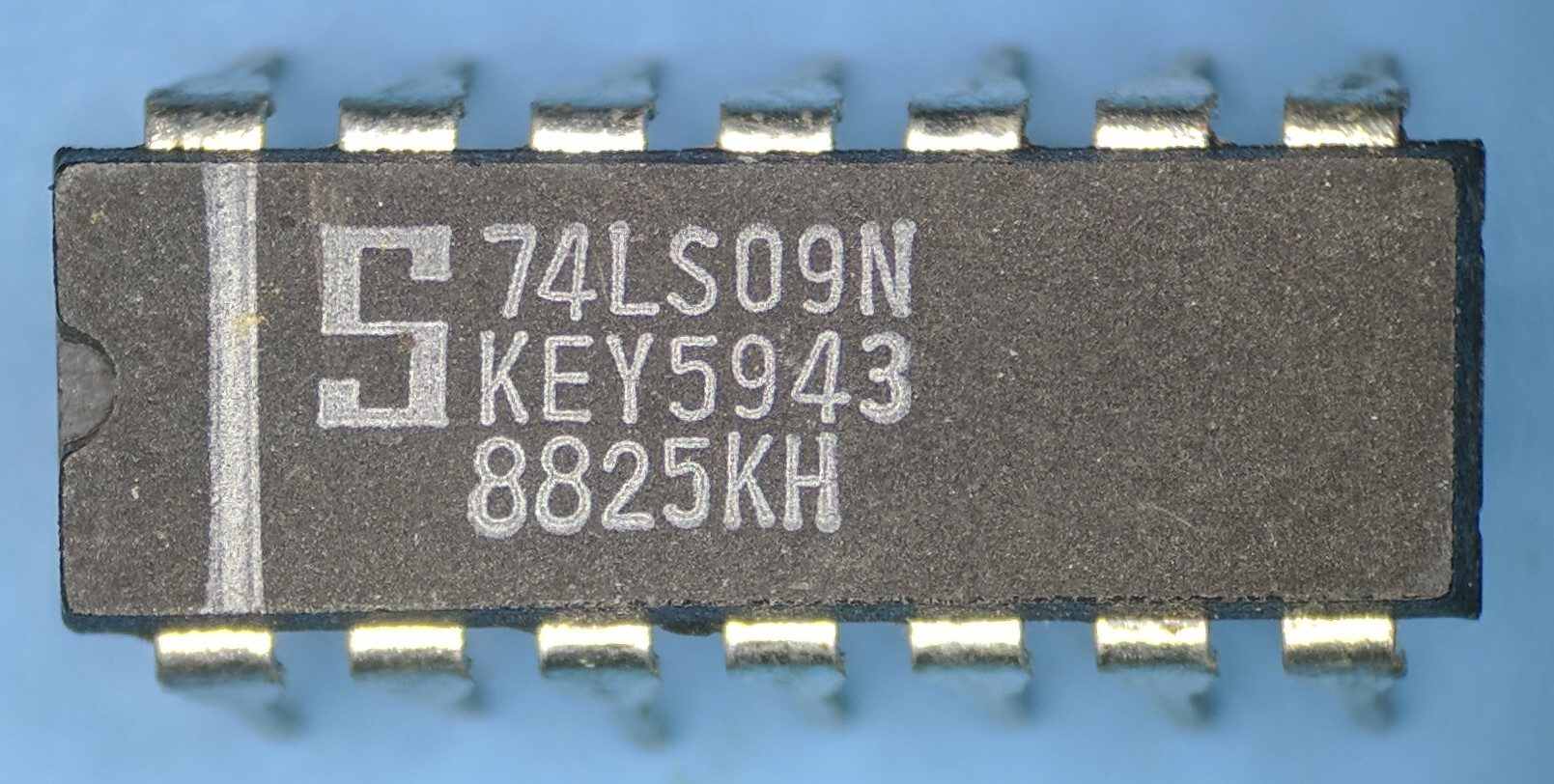
Circuito integrado 74LS09N da Signetics

Um die de circuito integrado 74LS09N

O circuito integrado TTL 7409 é um dispositivo TTL encapsulado em um invólucro DIP de 14 pinos que possui quatro portas AND de duas entradas com coletor aberto.
As portas apresentam funcionamento independente. Os coletores abertos necessitam de resistores pull-up para realizarem as operações lógicas de modo apropriado. O consumo médio por circuito integrado é da ordem de 20mA.

## Tabela-verdade
{\displaystyle Y=AB}
| A (entrada) | B (entrada) | Y (saída) |
| ----------- | ----------- | --------- |
| L           | L           | L         |
| L           | H           | L         |
| H           | L           | L         |
| H           | H           | H         |

H (nível lógico alto)
L (nível lógico baixo)